# Rose Macaulay
Dame Emilie Rose Macaulay (Rugby, 1º agosto 1881 – Londra, 30 ottobre 1958) è stata una scrittrice britannica.

## Biografia
Figlia di Grace Mary Conybeare e del classicista George Campbell Macaulay, Rose Macaulay nacque nel Warwickshire e studiò storia moderna al Somerville College dell'Università di Oxford. Nel 1906, poco dopo aver conseguito la laurea ed essersi trasferita in Galles con la famiglia, pubblicò il suo primo romanzo, Abbots Verney. Ad esso seguirono oltre una ventina di opere di narrativa, quattro raccolte di poesie e oltre una dozzina di saggi, incluse opere di critica letteraria incentrate su John Milton ed E. M. Forster.

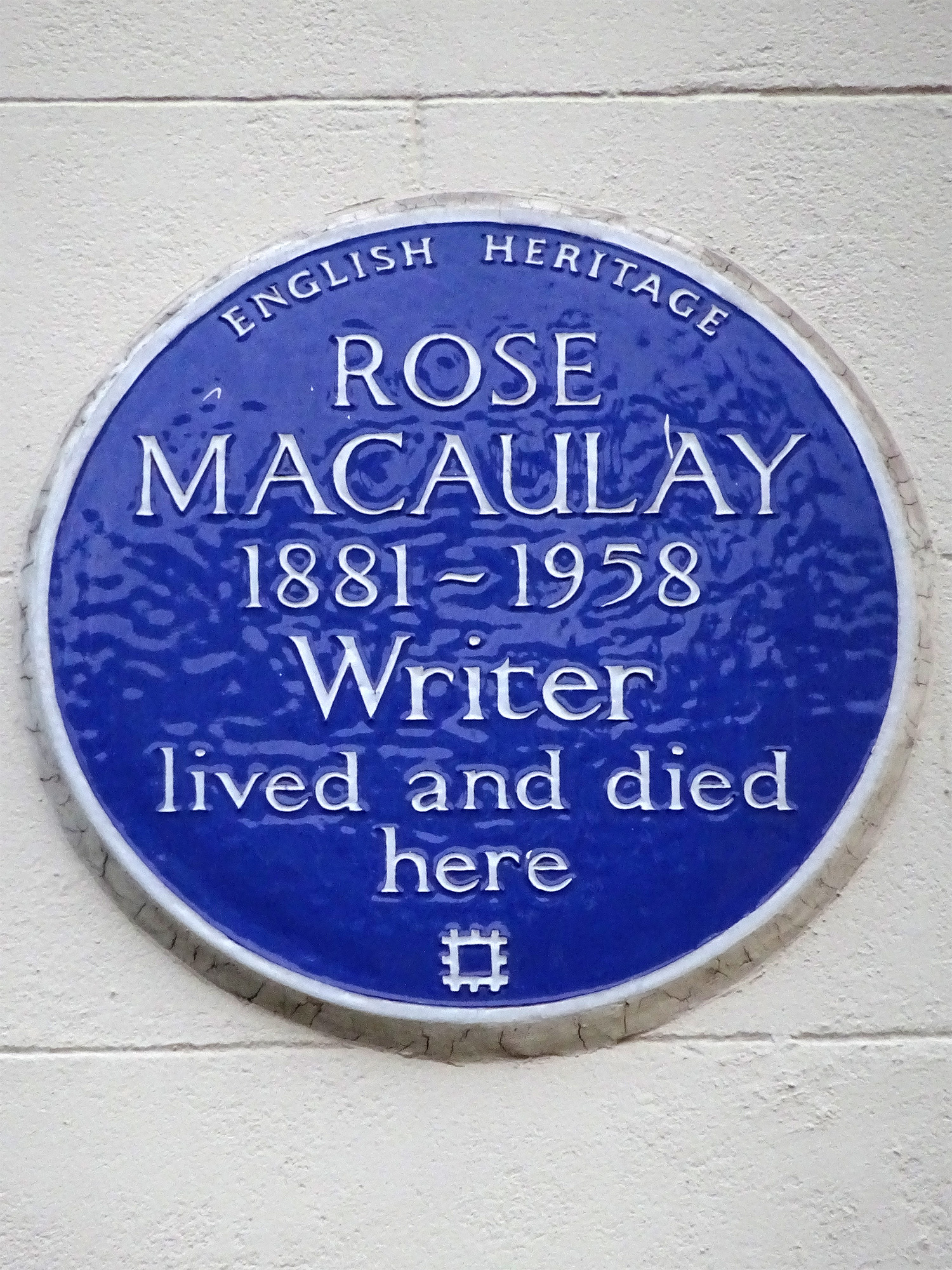
Targa blu sulla facciata della casa londinese in cui Rose Macaulay visse dal 1941 alla morte

Amica di famiglia di Rupert Brooke, trascorse la prima guerra mondiale nel Women's Land Army a Shelford, un'esperienza che rivisitò nella raccolta poetica On the Land 1916. Il suo contributo allo sforzo bellico durante la Grande Guerra la vide lavorare al dipartimento della propaganda, ma anche occuparsi dei veterani e dei soldati feriti in qualità di infermiera. Al termine del conflitto pubblicò il romanzo distopico What Not, incentrato sul tema dell'eugenetica; l'opera fu ritirata dalle librerie, modificata sostanzialmente e ripubblicata nel 1919. Nel 1918 conobbe anche lo scrittore ed ex gesuita Gerald O'Donovan, a cui fu legata sentimentalmente fino alla morte di O'Donovan nel 1942.
Convinta femminista e pacifista (almeno fino al 1940, quando lo scoppio della seconda guerra mondiale la portò ad allontanarsi dal Peace Pledge Union), durante gli anni 1930 fu attiva sia sulla BBC che come autrice di rubriche per The Spectator, The Listener e Time and Tide. Nel 1942, durante la battaglia d'Inghilterra, la sua casa di Londra fu distrutta dai bombardamenti nazisti. Nel 1953 tornò in comunione con la Chiesa anglicana dopo un lungo periodo di allontanamento durato una trentina d'anni. Narrò quest'esperienza di conversione nel suo ultimo romanzo, The Towers of Trebizond ("Le Torri di Trebisonda", 1956), considerato il suo capolavoro e premiato con il James Tait Black Memorial Prize.
Morì settantasettenne a Londra nel 1958, dieci mesi dopo essere stata nominata Dama di Commenda dell'Ordine dell'Impero Britannico da Elisabetta II del Regno Unito

## Opere tradotte in italiano
- La famiglia Potter [Potterism], Castelvecchi, 2015  [1920], ISBN 9788869442711.
- Una donna insolita [Crewe Train], Astoria, 2016  [1926], ISBN 9788898713578.
- Eccetera. Una commedia profetica [What Not: A Prophetic Comedy], Liberilibri, 2020  [1918], ISBN 9788898094813.
- Piaceri personali [Personal Pleasures], traduzione di Maria Teresa Chialant e Stephen Parkin, Mimesis Edizioni, 2025  [1935], ISBN 9791222317786.
- Età pericolose [Dangerous Ages], traduzione di Valentae Horatio, Raven Book, 1912, ISBN 9791223941386.